# Mafia: Definitive Edition
Mafia: Definitive Edition és un videojoc d'acció i aventures desenvolupat per Hangar 13 i publicat per 2K Games, un remake de la versió original del videojoc Mafia de l'any 2002. Anunciat al maig de 2020, va ser llançat al mercat el 25 de setembre d'aquest any per a Microsoft Windows, PlayStation 4 i Xbox One. El joc està ambientat a la ciutat fictícia de Lost Heaven (basada a Chicago) en la dècada de 1930, i segueix l'ascens i la caiguda del taxista convertit en mafiós Tommy Angelo dins de la família criminal Salieri.

## Recepció
Mafia: Definitive Edition va rebre crítiques generalment favorables dels crítics, segons l'agregador de ressenyes Metacritic.
Destructoid va resumir la seva revisió del 10 de setembre definint el joc com "Un segell d'excel·lència. Hi pot haver falles, però són insignificants i no causaran danys massius". IGN li va donar a el joc un 8/10, escrivint: "Completament reconstruït des de zero, Mafia: Definitive Edition presenta excel·lents actuacions del seu nou elenc, un model de conducció fantàstic i una ciutat bonica i autèntica que traspua l'atmosfera de la dècada de 1930".
GameSpot li va donar a el joc una 6/10, elogiant la història i les actuacions, però criticant el combat i els moviments antiquats.